# Allium darwasicum
Allium darwasicum là một loài thực vật có hoa trong họ Amaryllidaceae. Loài này được Regel mô tả khoa học đầu tiên năm 1881.